# 欧鲁韦柳
欧鲁韦柳是巴西帕拉伊巴州的一个市镇。总面积129.399平方公里，总人口2821人，人口密度21.8人/平方公里。